# Korsfästelse

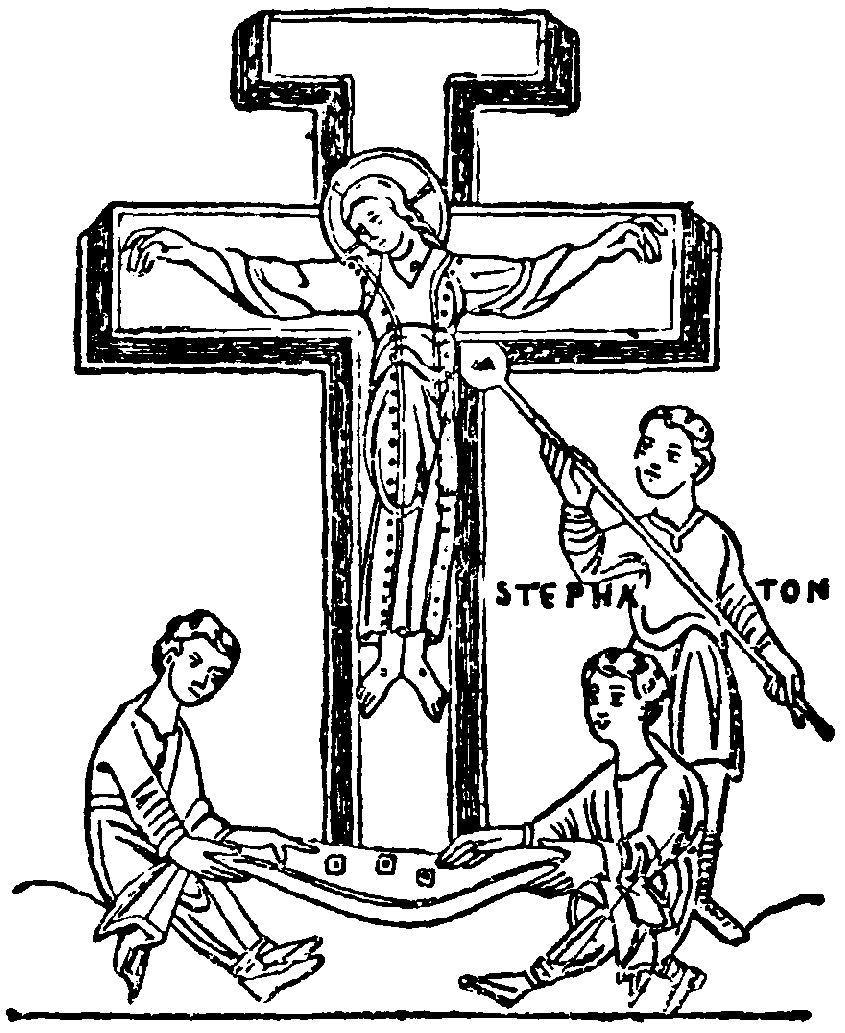
Korsfästelsescen i en handskrift från 900-talets slut.

Korsfästelse, korsfästning eller korsfästande, var en avrättningsmetod under antiken som troligen uppfanns av perserna på 600-talet f.Kr. Syftet var att förnedra och plåga den dömde inför allas åsyn och därigenom också avskräcka andra. Den dömde hängdes eller spikades naken upp på en påle, ofta med en tvärslå, vid vilken handlederna fästes. Eftersom armarna var så utsträckta fick den dömde en sådan väldig press över lungorna att han till slut kvävdes till döds.
Det är på detta sätt korsfästelse blivit känd genom många skildringar i böcker, konst och filmer av korsfästelsen av Jesus från Nasaret, kristendomens centralgestalt (se Nya Testamentet Matteusevangeliet 27, Markusevangeliet 15, Lukasevangeliet 23 och Johannesevangeliet 19). Det fanns dock åtskilliga varianter, bland annat korsfästelse på påle utan tvärslå eller med den dömde placerad upp och ner (vilket enligt traditionen hände Jesu lärjunge Petrus).
I romarriket var det vanligt med korsfästelse. Dock användes den sällan för romarna själva utan för slavar och samhällets lägsta folkskikt vid uppror, högförräderi och sjöröveri. Ofta föregicks korsfästelsen av att den dömde gisslades och själv fick bära tvärslån till korset på väg till avrättningsplatsen. Ofta inträdde döden först efter ett par dagar. Lidandet kunde dock förkortas genom att den dömdes benstomme krossades. Konstantin den store (272–337) avskaffade korsfästelsen i romarriket. I Sverige kan metoden väl närmast jämföras med rådbråkning.